# Medopheos edracanthus
Medopheos edracanthus is een hagedis uit de familie tejuhagedissen (Teiidae).

## Naam en indeling
Het is de enige soort uit het monotypische geslacht Medopheos. De soort werd voor het eerst wetenschappelijk beschreven door Marie-Firmin Bocourt in 1874. Oorspronkelijk werd de naam Ameiva edracantha gebruikt en later is de hagedis beschreven onder de namen Cnemidophorus armatulus en Verticaria hedracantha. De wetenschappelijke geslachtsnaam Medopheos is afgeleid van de Griekse woorden 'medea' dat geslachtsorgaan betekent en pheos, dat vertaald kan worden als 'stekelige plant'. Deze naam slaat op de afwijkende cloacaomgeving van de mannetjes.

## Uiterlijke kenmerken
De lichaamslengte is ongeveer 9,5 centimeter exclusief de staart die ongeveer 2,2 keer zo lang is als het lichaam. Mannetjes bezitten aan weerszijden van de cloaca vijf of zes doornachtige schubben (preanale sporen), wat bij geen enkele andere tejuhagedis voorkomt. De buikschubben zijn -op het midden van het lichaam- gerangschikt in acht rijen.

## Levenswijze
Medopheos edracanthus is eierleggend, de eieren worden afgezet in de bodem. De hagedis is overdag actief en jaagt op ongewervelde dieren. Op het menu staan voornamelijk insecten zoals vlinderlarven, mieren, wantsen, kevers en rechtvleugeligen en daarnaast staan spinnen op het menu.

## Verspreiding en habitat
Medopheos edracanthus komt voor in delen van Zuid-Amerika en leeft in de landen Ecuador (zuidwesten) en Peru (noordwesten). In Ecuador komt de soort voor in de provincies El Oro, Guayas en Manabí. De hagedis komt voor in tropische en subtropische gebieden.